# Fano Adriano
Fano Adriano is een gemeente in de Italiaanse provincie Teramo (regio Abruzzen) en telt 401 inwoners (31-12-2004). De oppervlakte bedraagt 35,3 km², de bevolkingsdichtheid is 11 inwoners per km².
De volgende frazioni maken deel uit van de gemeente: Cerqueto.

## Demografie
Fano Adriano telt ongeveer 201 huishoudens. Het aantal inwoners daalde in de periode 1991-2001 met 9,3% volgens cijfers uit de tienjaarlijkse volkstellingen van ISTAT.
| Jaar | Inwoneraantal |
| ---- | ------------- |
| 1991 | 432           |
| 2001 | 392           |

## Geografie
De gemeente ligt op ongeveer 750 m boven zeeniveau.
Fano Adriano grenst aan de volgende gemeenten: Crognaleto, Isola del Gran Sasso d'Italia, L'Aquila (AQ), Montorio al Vomano, Pietracamela, Tossicia.